# エグロン・ファン・デル・ネール

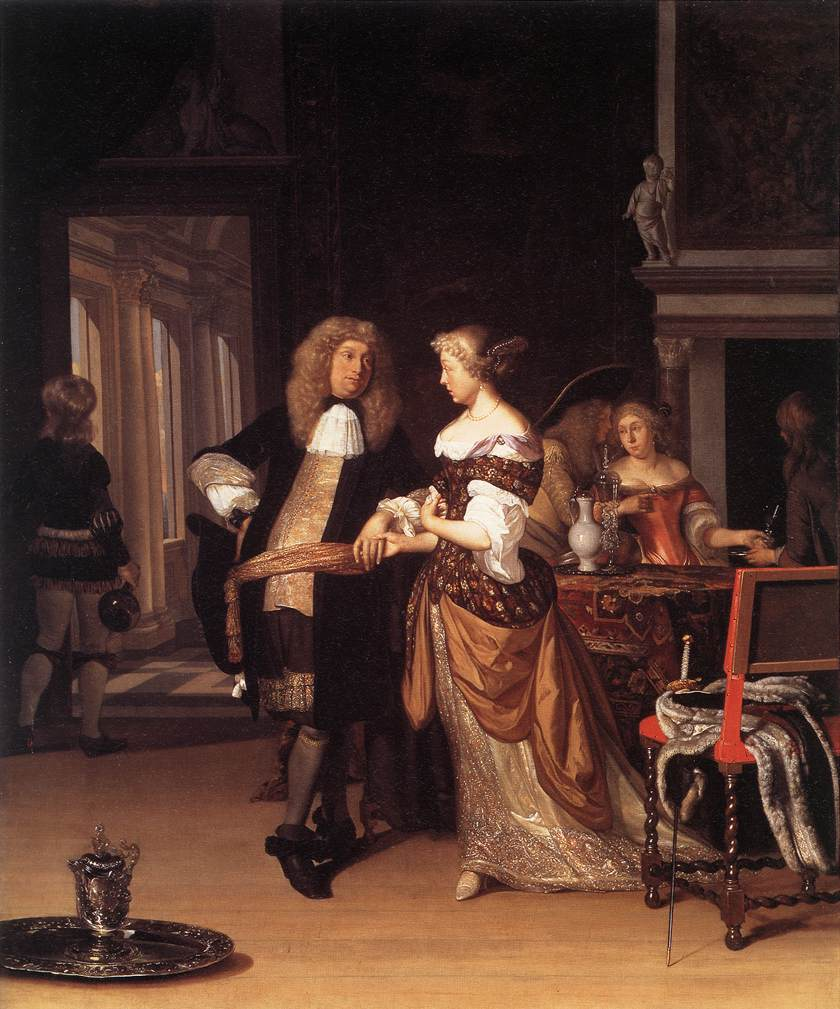
エグロン・ファン・デル・ネール作『室内の優雅な夫婦』(1678)

エグロン・ファン・デル・ネール (Eglon van der Neer, 1635年もしくは1636年 - 1703年5月3日)は、オランダの画家。

## 生涯
エグロン・ファン・デル・ネールはアムステルダムに生まれ、父親のアールト・ファン・デル・ネールの元で学んだ。彼には少なくとも5人の兄弟姉妹がおり、1640年から1650年の間にアムステルダムの新教会で洗礼を受けている。父親の後はヤーコブ・ファン・ローの元で修業した。1654年頃、南フランスのオランジュに旅をし、オランジュ公であったフリードリッヒ・フォン・ドーナに仕えるようになる。オランジュに3年から4年ほど滞在し、1658年の終わりにはアムステルダムに戻った。そこで裕福な公証人の娘であるマリアと結婚。1663年、家族でロッテルダムに引っ越した。彼はロッテルダムに妻が亡くなった1677年まで滞在し、1679年にはデン・ハーグへ映っている。その後再び移動してブリュッセルに住み、画家のMarie Du Chastelと再婚して9人の子供をもうけている。

### 君主のための画家
ファン・デル・ネールはブリュッセルで南ネーデルラントの総督と良い関係を築いた。In 1687年にはスペイン王 カルロス2世の元で宮廷画家に任命された。2年後、カルロス2世の最初の妻が亡くなると、ファン・デル・ネールは花嫁候補者のマリア・アンナ・フォン・プファルツ＝ノイブルクの肖像画を描いた。1695年にはオランダを旅していたプファルツ選帝侯 ヨハン・ヴィルヘルムが彼の作品を入手している。この出来事がきっかけで、プファルツ選帝侯から直接依頼を受けている。同じ年にブリュッセルがフランス軍によって攻撃されたため、彼は移住先を探し始める。一方、プファルツ選帝侯は自身の宮廷画家であったヨハネス・スピルベルクが1690年に亡くなった後、後任を探しているところであった。ファン・デル・ネールの2番目の妻が1692年に亡くなるが、その後彼はスピルベルクの娘で画家でもあったアドリアナと出会って1697年に再婚する。翌年、プファルツ選帝侯より宮廷画家になるオファーを受け、それを受けたファン・デル・ネールはデュッセルドルフに移り、以後そこで活躍した。

## 作品
アムステルダムとロッテルダムにいる間、ファン・デル・ネールは主に風俗画や肖像画を描いていた。彼の室内画はピーテル・デ・ホーホやヘラルト・テル・ボルフ、ハブリエル・メツー、フランス・ファン・ミーリス (父)等の影響が見られる。宗教画や神話画はあまり描かなかった。ブリュッセルやデュッセルドルフでは、アダム・エルスハイマーのように風景画の中に歴史的な場面を入れた作品を描いた。

## 参照
1. ↑  Liedtke, W. (2007) Dutch painting in the Metropolitan Museum of Art, p. 512.
2. ↑  RKD entry on Eglon van der Neer
3. ↑    - http://www.wga.hu/frames-e.html?/html/n/neer/eglon/
4. ↑  Judith in the National Gallery by Eglon van der Neer